# Nactus
Nactus – rodzaj jaszczurek z rodziny gekonowatych (Gekkonidae).

## Zasięg występowania
Rodzaj obejmuje gatunki występujące na wyspach Oceanu Indyjskiego (Maskareny i Mauritius), w południowo-wschodniej Azji (Indonezja) oraz Australii i Oceanii (Samoa Amerykańskie, Australia, Wyspy Cooka, Fidżi, Polinezja Francuska, Wyspy Marshalla, Mikronezja, Nowa Kaledonia, Niue, Mariany Północne, Palau, Papua-Nowa Gwinea, Wyspy Salomona, Tokelau, Tonga, Tuvalu, Vanuatu, Wallis i Futuna oraz Samoa).

## Systematyka
Rodzaj zdefiniował w 1983 roku amerykański herpetolog Arnold Girard Kluge w artykule poświęconym kladystycznym pokrewieństwom wśród gekonów, opublikowanym na łamach „Copeia”. Gatunkiem typowym jest (oryginalne oznaczenie) Nactus pelagicus.

### Etymologia
- Nactus: łac. nactus ‘napotkany, natknąć się’; aluzja do przypadkowego odkrycia przez autora opisanego taksonu tak wyraźnego nagromadzenia gatunków w rodzaju Cyrtodactylus[1].
- Mascarenogecko: Maskareny; rodzaj Gecko Brongniart, 1800[2]. Gatunek typowy (oryginalne oznaczenie): Gymnodactylus serpensinsula Loveridge, 1951.

### Podział systematyczny
Do rodzaju należą następujące gatunki: 

- Nactus acutus Kraus, 2005
- Nactus aktites Zug, 2020
- Nactus amplus Zug, 2020
- Nactus arceo Zug, 2020
- Nactus arfakianus (Meyer, 1874)
- Nactus cheverti (Boulenger, 1885)
- Nactus chrisaustini Zug, 2020
- Nactus coindemirensis Bullock, Arnold & Bloxam, 1985
- Nactus eboracensis (Macleay, 1877)
- Nactus erugatus Zug, 2020
- Nactus fredkrausi Zug, 2020
- Nactus galgajuga (Ingram, 1978)
- Nactus grevifer Zug, 2020
- Nactus heteronotus (Boulenger, 1885)
- Nactus intrudusus Zug, 2020
- Nactus inundatus Zug, 2020
- Nactus kamiali Zug, 2020
- Nactus kunan Fisher & Zug, 2012
- Nactus modicus Zug, 2020
- Nactus multicarinatus (Günther, 1872)
- Nactus nanus Zug, 2020
- Nactus panaeati Zug, 2020
- Nactus pelagicus (Girard, 1858)
- Nactus rainerguentheri Zug, 2020
- Nactus septentrionalis Zug, 2020
- Nactus serpensinsula (Loveridge, 1951)
- Nactus simakal Hoskin, Davies & Aland, 2024
- Nactus soniae Arnold & Bour, 2008
- Nactus sphaerodactylodes Kraus, 2005
- Nactus undulatus (Kopstein, 1926)
- Nactus vankampeni (Brongersma, 1933)